# Eurotamandua joresi
L'eurotamandua (Eurotamandua joresi) è un mammifero estinto di incerta collocazione sistematica, forse appartenente ai folidoti. Visse nell'Eocene medio (circa 49 milioni di anni fa) e i suoi resti fossili sono stati ritrovati in Germania. 

## Descrizione
Questo animale doveva essere sorprendentemente simile a un odierno formichiere, in particolare al genere Tamandua. Come i formichieri, Eurotamandua possedeva un cranio privo di denti e dal muso tubolare e allungato, grandi artigli ricurvi, forti arti e una lunga coda robusta. Era lungo circa 90 centimetri, più o meno come l'odierno tamandua. Secondo Storch (1981), Eurotamandua possedeva numerose altre caratteristiche diagnostiche in comune con gli xenartri (un gruppo di mammiferi tipici dell'America meridionale, tra cui i formichieri). Tra queste, si ricordano una grande esposizione dell'osso lacrimale, una bulla uditiva accessoria, una spina scapolare secondaria, e una sinostosi ischiosacrale (ossa fuse). Alcune di queste caratteristiche, tuttavia, sono ambigue ed è certo che Eurotamandua non possedeva articolazioni xenartrali (tipiche invece degli xenartri).

## Classificazione
Descritto per la prima volta nel 1981 da Storch sulla base di un eccellente scheletro completo ritrovato nel pozzo di Messel, Eurotamandua joresi è stato immediatamente attribuito agli xenartri e in particolare ai vermilingui (i formichieri), a causa delle notevoli somiglianze morfologiche. Tuttavia, esami successivi hanno indicato che molte delle caratteristiche utilizzate per definire la classificazione di questo animale non erano così chiaramente identificabili, a causa della particolare conservazione del fossile (come spesso accade per i fossili di Messel, compressi in scisti bituminosi e parzialmente deformati). Altri studi successivi hanno avvicinato Eurotamandua ai folidoti (gli attuali pangolini) e agli estinti paleanodonti (Rose, 1988, 1999; Shoshani et al., 1997), ed è inoltre possibile che queste forme fossero lontanamente imparentate con i veri xenartri sudamericani. Un vero pangolino, in effetti, è stato scoperto a Messel (Eomanis waldi); la ridescrizione di un altro fossile (Eomanis krebsi) interpretato come un esemplare giovane di Eurotamandua (o di una forma simile) ha sottolineato la possibile stretta parentela tra Eurotamandua e i folidoti o i paleanodonti. 

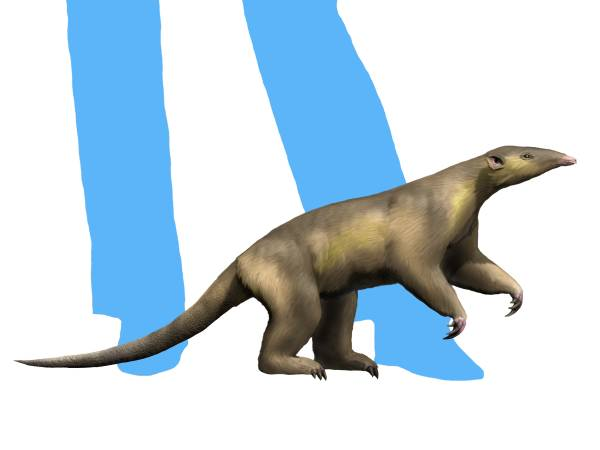
Ricostruzione di Eurotamandua, a confronto con le dimensioni di un uomo

Tuttavia, vi è un'ipotesi secondo la quale Eurotamandua non farebbe parte di xenartri, folidoti o paleanodonti, ma sarebbe un membro di un ordine a sé stante, Afredentata, le cui affinità non sono ben chiare, ma potrebbero essere vicine sia agli xenartri che ai paleanodonti (Szalay e Schrenk, 1998). In ogni caso, la posizione filogenetica di questa forma è tuttora oscura.

## Importanza paleogeografica
Se Eurotamandua risultasse essere a tutti gli effetti uno xenartro, ciò porrebbe un notevole problema paleogeografico; tutti gli xenartri noti, infatti, sono stati ritrovati nel continente sudamericano (a parte qualche forma molto più recente del Nordamerica) e nessun fossile di questo gruppo è noto in Africa o in Asia, né tantomeno in Europa. Inoltre, altri vertebrati di Messel mostrano sorprendenti somiglianze con le faune del Terziario inferiore sudamericano, come il crocodilomorfo Bergisuchus e l'uccello Ameghinornis. Non è chiaro come queste forme si siano eventualmente spostate attraverso i continenti nel corso dell'Eocene o addirittura in epoca anteriore.